# Daniel-François-Esprit Auber
Pour les articles homonymes, voir Auber.
Daniel-François-Esprit Auber, né le 29 janvier 1782 à Caen et mort le 12 mai 1871 à Paris, est un compositeur français.
S'il s’inspira à ses débuts de Gioachino Rossini, il perpétua surtout la tradition de l'opéra-comique français dans la lignée de François-Adrien Boieldieu. Avec Jacques-Fromental Halévy, il servit à son tour de modèle à Richard Wagner, lorsque celui-ci écrivit Rienzi.

Parisien obstiné « n’ayant jamais eu le temps » de se promener hors de la capitale, épicurien, galant plus que passionné, il fut un musicien invariablement aimé et promu par ses contemporains au rang de grand maître en raison de ses succès. Il conserva dans l’extrême vieillesse une fine intelligence et une verve aimable, il avait coutume de dire avec humour : 

« Si j’assistais à un de mes ouvrages, je n'écrirais de ma vie une note de musique. »

## Biographie
Daniel-François-Esprit Auber est issu d'une famille d'artistes aux relations privilégiées avec la royauté. En effet, son grand-père fut peintre de Louis XVI et son père, « officier des chasses du Roi », fut à la fois peintre et grand amateur de musique à la Cour.

### Premiers contacts musicaux
À la suite de la Révolution, la famille s’installe à Paris où Auber père ouvre un commerce d'estampes. C’est durant cette période qu’Auber, grâce aux relations de son père, développe un goût pour la musique. Son premier professeur, baryton de l’Opéra-Comique, est Jean-Blaise Martin, célèbre pour avoir donné son nom à un type de voix particulier (le baryton-martin). Daniel-François-Esprit Auber manifeste rapidement des prédispositions intéressantes pour la musique en composant quelques romances et petits airs italiens
Malheureusement pour lui, son père le destine à reprendre son affaire parisienne. Le jeune homme est donc envoyé à Londres en 1802 après la signature de la paix d’Amiens, pour y apprendre les rudiments du commerce et l’anglais. Mais la reprise des hostilités dès 1803 et son peu de goût pour le commerce le ramènent en France, pourvu du fameux « flegme britannique », ce soin à dissimuler l’effort pour ne laisser voir que le gentleman, qui le caractérisera toute sa vie alors que pour la musique on ne pourrait pas être plus français que lui.

Daniel-François-Esprit Auber se réinstalle donc à Paris, capitale de l’Europe musicale depuis la chute de l’Ancien Régime ; ville qu’il ne quittera plus jamais. Comme il le dit lui-même, il n’en sentit jamais le besoin : 

« Scribe m’a fait parcourir, dans ses livrets d’opéra, tant de pays divers, qu’il est bien naturel que j’aime à me retrouver à Paris. »

### Musicien amateur
De retour, Auber commence sa carrière en dilettante, son père ayant pu redresser sa fortune, compromise par ses fonctions passées auprès du roi, et son commerce étant prospère. Il prend des leçons avec le pianiste Ignaz Ladurner et se produit parallèlement dans des salons. Il compose un petit opéra-comique, L’Erreur d’un moment, joué en 1805 par une société d’amateurs à Paris et de la musique de chambre, ainsi que quelques concertos pour violoncelle.
En 1808, son Concerto pour violon en ré pour le célèbre violoniste Jacques Féréol Mazas obtient un immense succès lors de sa première exécution au Conservatoire de Paris. Pour la première fois, Auber émerge de la foule de compositeurs amateurs et attire l'attention des artistes, notamment Cherubini. Ce dernier aurait déclaré à Auber père : « Votre fils ne manque pas d’imagination mais il lui faudrait commencer par oublier ce qu’il sait, en supposant qu’il sache quelque chose. » Voilà qui décide le jeune Auber à étudier pendant trois années avec ce maître exigeant, qui, dans le même temps, lui trouve un mécène : le prince de Chimay. C’est sous sa protection et dans son château en Belgique qu’Auber crée en 1812 Jean de Couvin, son deuxième opéra-comique.
Enhardi par ce succès et bénéficiant du soutien de Jean-Nicolas Bouilly, considéré par Beethoven comme un des meilleurs librettistes de son temps (c'est une de ses pièces qui inspira Fidelio), Daniel-François-Esprit Auber compose sur l’un de ses livrets son premier opéra, Le Séjour militaire créé en 1813 à l'Opéra-Comique, où règne alors sans partage Nicolo. Le feuilletoniste Martainville fait grâce au compositeur débutant : « Il y a un grand mérite dans la composition de M. Auber : point de bruit, point de recherche, un chant soutenu, des motifs charmants, de l'esprit scénique et une sagesse inconcevable pour son âge. »  Malheureusement, l'œuvre ne rencontre qu’un succès d’estime.
Pendant six ans, Daniel-François-Esprit Auber délaisse la composition et fréquente les salons, notamment celui de François-Antoine-Eugène de Planard, auteur d'opéra-comique en vogue, à Passy où se réunissent de nombreux artistes et où Auber peut s'adonner à l'improvisation au piano. Planard se prend d'affection pour lui et lui fournit le livret d'un deuxième opéra-comique : Le Testament et les Billets doux (1819). C'est un nouvel échec qui conduit Auber à s’intéresser plus attentivement à la question du livret.

### Débuts de carrière

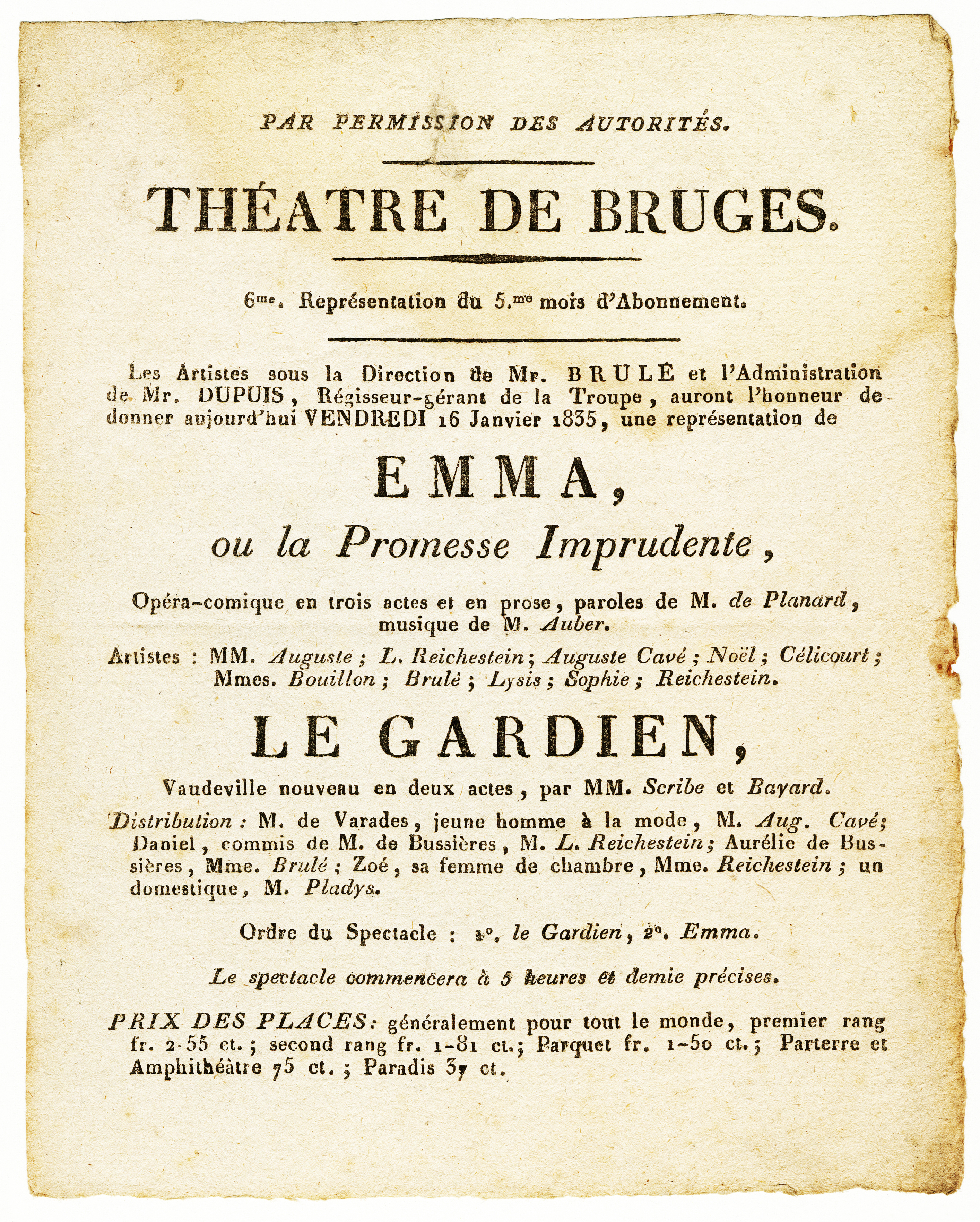
Tract pour la représentation de l'opéra Emma de Daniel-François-Esprit Auber et du vaudeville Le Gardien d'Eugène Scribe et Jean-François-Alfred Bayard au théâtre de Bruges (Belgique) le vendredi 16 janvier 1835.

La mort de son père, ruiné, en 1819, alors qu’il a 37 ans, le met pour la première fois de sa vie devant ses responsabilités financières mais aussi familiales puisqu’il est désigné soutien de famille (de sa mère et de son jeune frère), bien qu’il soit célibataire. Auber qui se distrayait auparavant à pasticher Mozart envisage donc de subvenir à ces responsabilités en embrassant la carrière de musicien professionnel. À partir de cette date, Auber devient un compositeur prolifique, composant en moyenne une œuvre lyrique par an.
Dans la première d’entre elles, La Bergère châtelaine, créée en 1820 à nouveau sur un livret de Planard, Auber se dégage des banalités conventionnelles pour développer une individualité, des coupes nouvelles, des mélodies originales. L'œuvre est très applaudie mais critiquée par la presse. Il ne se décourage pas et en 1821, avec l’opéra-comique en trois actes Emma ou la Promesse imprudente, sur un meilleur livret, il remporte un véritable succès tant à Paris (121 représentations jusqu’en 1832 à l’Opéra-Comique) qu’en province.

### Rossini et Scribe
1823 est l’année charnière dans les orientations artistiques d’Auber. Un dîner organisé par Michele Enrico Carafa lui permet de rencontrer Gioachino Rossini, un des compositeurs les plus réputés de son temps, qui vient s’installer à Paris pour prendre la direction du Théâtre-Italien. Il en est profondément marqué : 

« Rossini avait une fort belle voix de baryton. […] Quant à son art d’accompagner, il était merveilleux ; ce n'était pas sur un clavier, mais sur un orchestre que semblaient galoper les mains vertigineuses du pianiste. Quand il eut fini, je regardais machinalement les touches d'ivoire ; il me semblait les voir fumer. En entrant chez moi, j’avais grande envie de jeter mes partitions au feu. “Cela les réchauffera peut-être” me disais-je avec découragement. À quoi bon faire de la musique quand on n’en sait pas faire comme Rossini ? »

 Mais ce moment de découragement passé, il découvre peu à peu la musique de Rossini, la digérant et renonçant à sa froideur et à sa correction gourmée pour adopter une allure libre, élégante, décidée et pleine d’entrain (on a dit de lui qu’il « faisait danser les chaises »). Finalement, Rossini lui rendra le compliment dès La Muette de Portici : 

« Auber fait de la petite musique, d'accord ; mais il l'écrit en grand musicien. »

Néanmoins, c’est d’un bon librettiste qu’Auber a surtout besoin. Il a la bonne fortune de rencontrer celui qui deviendra le plus important librettiste du siècle en la personne d'Eugène Scribe, auteur des meilleurs livrets d’opéras du siècle. Ils s’entendront à merveille (37 ouvrages en commun) et se compléteront parfaitement jusqu’à la mort de Scribe en 1861 (ils avaient l’habitude de se voir ou de correspondre quotidiennement lorsqu’ils préparaient un ouvrage). Leur première collaboration, l’opéra-comique en trois actes Leicester ou le château de Kenilworth d’après Walter Scott, remporte un solide succès, malgré un langage musical d'inspiration rossinienne sans réelle personnalité. Leur seconde collaboration a lieu la même année. Le succès n’est pas en reste non plus puisque La Neige ou le Nouvel Eginhard a droit à 145 représentations au théâtre Feydeau. À partir de ce moment, la quasi-totalité des ouvrages d’Auber et de Scribe dépasseront les cent représentations dans le siècle à la salle Favart. Citons à titre d’exemple encore, Léocadie (1824), un autre opéra-comique moins connu, qui sera joué quand même 120 fois en huit ans.
Le 3 mai 1824, c’est le premier grand succès d’Auber avec Le Maçon, un opéra-comique en trois actes (dont une ronde est toujours célèbre de nos jours). Il y aura 525 représentations de 1825 à 1896 à l’Opéra-Comique et ce succès passera les frontières. La voie d’Auber vers la gloire était désormais tracée.

### La Muette de Porticiou la naissance du «Grand opéra»

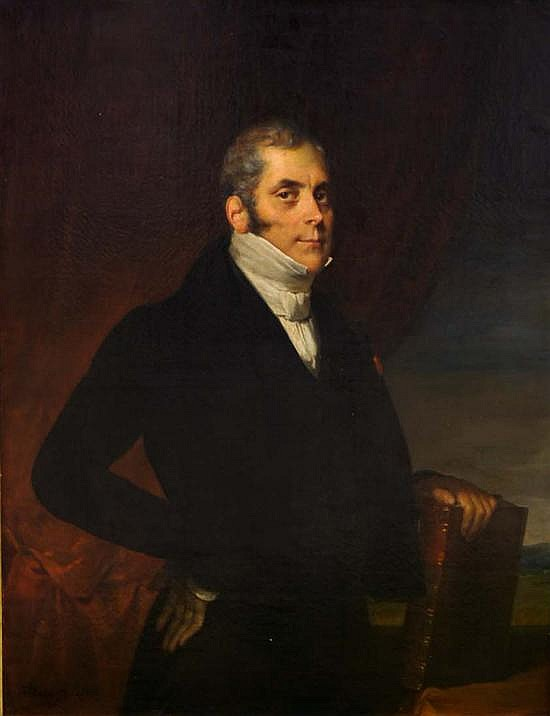
Portrait d'Auber par Hortense Haudebourt-Lescot, vers 1827 (Paris, Bibliothèque-musée de l'Opéra)

C’est alors que l’Opéra de Paris, établi depuis peu rue Le Peletier, lui confie la composition d’un opéra en cinq actes sur un épisode historique (la révolution de Naples en 1647 et la révolte de Masaniello) avec pour héroïne une ballerine muette. Le 29 février 1828, c’est la première de La Muette de Portici, le titre étant modifié pour  éviter une confusion avec le Masaniello de Carafa joué en 1827. Les costumes et les décors de Ciceri, la mise en scène spectaculaire de Solomé, le talent des deux interprètes, la soprano Laure Cinti-Damoreau dans le rôle d’Elvire et le ténor Adolphe Nourrit dans le rôle de Masaniello, la grâce de la ballerine Lise Noblet dans le rôle-titre, conjugués au livret revisité par Scribe assurent un triomphe à cette œuvre.
De 1828 à 1882, la pièce occupera l’affiche pour un total de 505 représentations à Paris. Elle sera plus tard traduite dans toute l’Europe, encensée par Wagner qui la dirigera très souvent en Allemagne. Le 25 août 1830 à Bruxelles, le duo « Amour sacré de la patrie » fut applaudi à outrance ; à la sortie du théâtre de la Monnaie se formèrent des attroupements enflammés, puis on se rendit au journal Le National et au Palais de Justice. Ainsi, La Muette donna véritablement le signal de la révolution belge à la suite de laquelle la Belgique prit son indépendance en se séparant du royaume des Pays-Bas.  Ce fut la seule révolution qui commença, à ce jour, dans un opéra.
En 1829, Auber succède à François-Joseph Gossec en tant que membre de l'Académie des beaux-arts. Il est élu à la majorité absolue des trente-cinq votants au troisième tour du scrutin après l'élimination successive d'Antoine Reicha et Stanislas Champein.
Sur le plan historique, cet ouvrage jette les bases du Grand opéra historique français. Louis Véron, nouveau directeur de l’Opéra en 1831, tire du succès de La Muette de Portici une leçon sur les goûts pour le spectaculaire des Parisiens et lance de nombreux projets dans ce nouveau genre, presque toujours sur des livrets de Scribe, avec pour les plus réussis Guillaume Tell de Gioachino Rossini (1829), Robert le Diable de Giacomo Meyerbeer (1831) ou encore La Juive de Jacques-Fromental Halévy (1835).
Auber s’y essaie lui-même à nouveau dans Le Dieu et la Bayadère (1830) avec encore une protagoniste ballerine, Le Philtre (1831) dont le livret servira également à L'elisir d'amore de Gaetano Donizetti en 1832, Gustave III ou le Bal masqué (1833) avec ses 300 figurants dans la scène finale du bal et dont le sujet sera repris par Saverio Mercadante en 1843 dans Il reggente et par Giuseppe Verdi en 1859 dans Un ballo in maschera, ou encore Le Lac des fées (1839). Mais l’enthousiasme initial, malgré des partitions tout aussi plaisantes, ne sera jamais atteint, sauf en Allemagne avec Le Lac des fées.
Ces succès qui en appelleront beaucoup d’autres va considérablement changer sa situation matérielle. Le compositeur Adolphe Adam fait d’ailleurs remarquer ceci : « Je ne sache pas un compositeur qui ait pu se faire fortune grâce à ses ouvrages. Auber sera peut-être le seul qui, grâce à sa prodigieuse fécondité, ait pu arriver non pas à de la fortune, mais à une belle aisance. » Dès lors, Auber n’a qu’à concilier composition, tâches administratives de plus en plus lourdes à la suite de ses diverses nominations, équitation, brèves aventures sentimentales avec ses interprètes — la compositrice de romances Pauline Duchambge demeurera sa compagne la plus fidèle — et soirées théâtrales.

### Une institution dans l’art musical français
C’est finalement à l’opéra-comique, toujours aidé de son complice Scribe, sans égal pour construire des livrets agréables et intéressants, qu’Auber va se consacrer avec le plus de succès et de régularité à partir du triomphe de Fra Diavolo (1830). Dès lors, il y figurera immanquablement à l’affiche au moins une fois par an pour une création ou une reprise, et ce jusqu’à sa mort. Notons par exemple sa participation en 1831 à l’ouvrage collectif La Marquise de Brinvilliers qui le reconnaît au milieu de ses pairs comme Boieldieu, Cherubini, Berton, Hérold, Paër et Carafa.
Outre Fra Diavolo et ses 909 représentations au cours du siècle salle Favart, Auber donnera successivement plusieurs opéras-comiques qui sont encore aujourd’hui considérés comme des chefs-d'œuvre de ce répertoire, si ce n’est des chefs-d’œuvre de l’art lyrique français du XIXe siècle, et trouveront à l’étranger un important public. Parmi eux figurent Le Cheval de bronze (1835), une des meilleures partitions d'Auber, Le Domino noir (1837), qui restera comme le plus grand succès populaire d’Auber avec ses 1209 représentations uniquement à la salle Favart au cours du siècle, Les Diamants de la couronne (1841), La Part du Diable (1843) et Haydée ou le Secret (1847).
C’est au cours de cette période qu’Auber gagne définitivement le statut de chef de file de l’école française, aidé par l’incompréhension du public pour l’œuvre d'Hector Berlioz et la mort prématurée d'Hérold. Seul Halévy peut prétendre approcher sa réputation.
C’est donc sur cette dynamique qu’Auber parcourt l’ensemble des étapes d’une carrière honorifique. En 1839, il est désigné directeur des Concerts de la Cour de Louis-Philippe. En 1842, il obtient le titre le plus important de sa carrière, celui de directeur du Conservatoire de Paris où il succède à Luigi Cherubini (Auber bénéficie à l'époque d'une telle notoriété que certains affirment que c'est l'opinion publique qui le choisit pour ce poste et que Louis-Philippe n'eut qu'à contre-signer cette décision populaire). Il devient enfin directeur de la Chapelle impériale en 1852.

### Fin de carrière

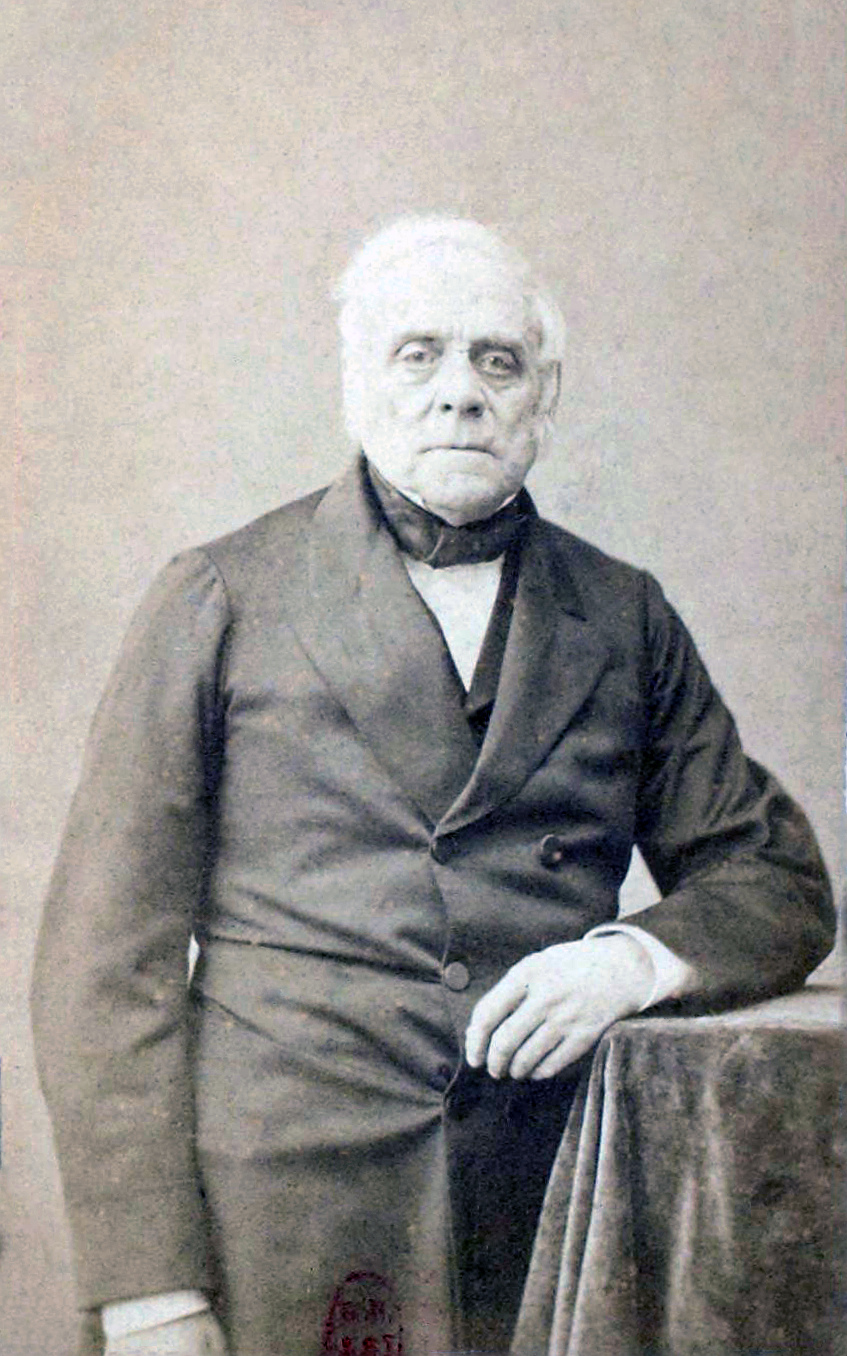
Daniel-François-Esprit Auber par Nadar.

À partir des années 1850, les goûts du public d’art lyrique changent petit à petit. L'opéra-comique qui a dominé la scène lyrique parisienne pendant plus de cinquante ans a moins d’amateurs. Auber compose presque autant qu'auparavant mais ses œuvres ne font plus autant recette. La mode à Paris est aux opéras bouffes de Jacques Offenbach, aux opérettes d'Hervé ou aux opéras de Giuseppe Verdi, Charles Gounod et Ambroise Thomas.
Auber réussit quand même à 74 ans un dernier coup de maître avec son opéra-comique Manon Lescaut (1856) bien avant le succès sur le même thème de la Manon de Jules Massenet (1884) et de la Manon Lescaut de Giacomo Puccini (1893).
Son dernier opéra-comique en trois actes, Rêve d'amour, sur un livret d'Adolphe d'Ennery et Eugène Cormon, n’est en revanche représenté que 27 fois.
Même si son œuvre est moins appréciée, il demeure respecté pour sa carrière et l’ampleur et la qualité de son œuvre. Il est d’ailleurs fait Grand Officier de la Légion d'honneur en 1861. Au Conservatoire, il continue à favoriser l’enseignement vocal et orchestral ainsi que les activités lyriques mais avec l’âge son énergie se fait moindre.
Le 12 mai 1871, au 22, rue Saint-Georges, Auber meurt dans les bras d'Ambroise Thomas, son futur successeur au Conservatoire, alors que Paris est livré à la tourmente de la Commune. Francisco Salvador-Daniel lui succède, le 15 mai 1871, pour neuf jours seulement, car il sera fusillé par les Versaillais le 24 mai.

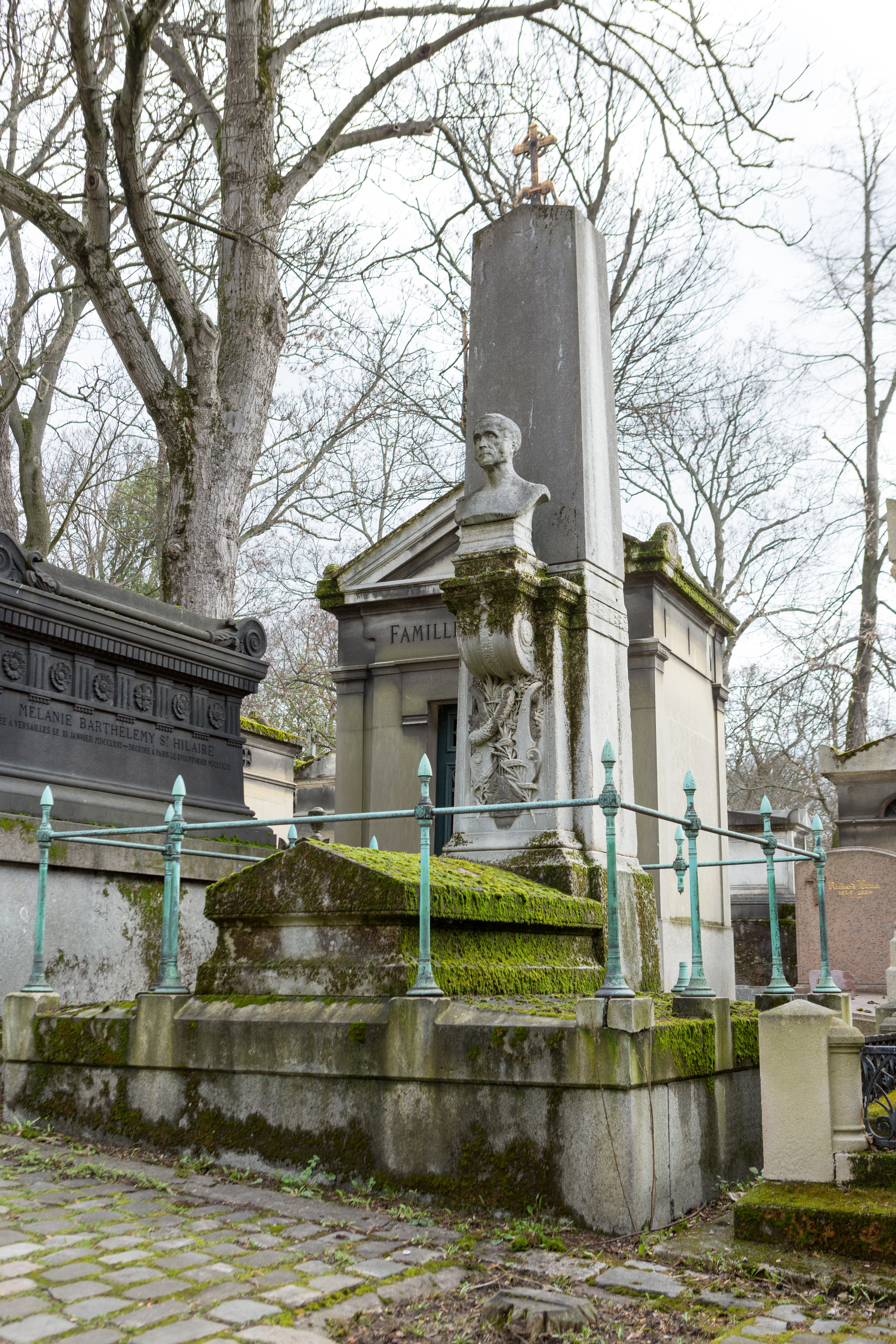
Tombe de Daniel-François-Esprit Auber au cimetière du Père-Lachaise (division 4).

Ses funérailles, qui auraient été officielles en temps plus calme, se déroulent dans la plus stricte discrétion à l'église de la Sainte-Trinité. En 1877, un monument funéraire est élevé à son honneur dans la 4e division du cimetière du Père-Lachaise.

## Style
Auber est considéré par beaucoup de musicologues comme l’« anti-Berlioz ». Tenant de l’académisme en vigueur dans la première moitié du XIXe siècle, il va être à ce titre dédaigné par les musiciens mais aussi le public du XXe siècle. Seuls certains airs de bravoure et quelques ouvertures l’ont maintenu péniblement dans l’imaginaire collectif. Sa musique mérite certainement meilleure considération si l’on se place dans le contexte social et culturel de l’époque surtout qu’en plus, Auber ne manque pas de qualités.

Auber travaille pour le théâtre ; à ce titre il accorde une importance primordiale au texte. Il n’écrit donc pas de la musique pour elle-même mais pour que le spectacle fonctionne. C’est en ces termes que l’on peut comprendre l’aphorisme qu’il aurait prononcé d’après Malherbe : 

« La musique n’est pas dans la musique. Elle est dans une femme demi-voilée qui passe, dans le tumulte d’une fête, dans un régiment qui s’éloigne. »

Il n’innove pas du point de vue de l’utilisation de l’orchestre contrairement à Berlioz, bien que ses qualités d’orchestrateur ne soient pas à négliger. Il n’utilise qu’avec modération la virtuosité rossinienne (sauf peut-être dans Fra Diavolo où l’influence est plus manifeste), c'est-à-dire seulement dans les cas où la situation dramatique le permet ou l’exige. Le véritable apport d’Auber semble résider plutôt dans sa capacité à mettre en œuvre les procédés visant à mieux intégrer la dimension théâtrale à la composition musicale (usage de la déclamation chantée sur une musique instrumentale, retour d’un motif musical sans pour autant devenir systématique comme chez Wagner, etc.) et à rendre ainsi toute sa substance au théâtre lyrique.

## Œuvre
Auber a composé au cours de sa vie 48 ouvrages lyriques, dont 36 opéras-comiques, 6 opéras, 4 drames-lyriques, 2 opéras-ballets et un ballet. Une œuvre qui par son esprit, sa longévité et son abondance contribue sans équivoque à la prospérité internationale de l’art lyrique français. Le musicologue allemand Herbert Schneider a établi en 1994 le catalogue complet de ses œuvres (Chronologisch-thematisches Verzeichnis) abrégé en AWV.

### Opéras
- Vendôme en Espagne, drame lyrique en un acte, en collaboration avec Hérold, théâtre de l’Opéra, 5 décembre 1823
- Léocadie, drame lyrique en trois actes, théâtre de l’Opéra-Comique (salle Feydeau), 4 novembre 1824
- La Muette de Portici, grand opéra-ballet en cinq actes, théâtre de l’Opéra, 29 février 1828
- Le Dieu et la Bayadère, ou la Courtisane amoureuse, opéra en deux actes, Opéra, 13 octobre 1830
- Le Philtre (20 juin 1831, opéra en deux actes, théâtre de l’Opéra, Paris
- La Marquise de Brinvilliers, drame lyrique en trois actes, en collaboration avec Boieldieu, Cherubini, Berton, Hérold, Paër et Carafa, théâtre de l’Opéra, 31 octobre 1831
- Le Serment ou les Faux-monnayeurs, opéra en trois actes, théâtre de l’Opéra, 1er octobre 1832
- Gustave III ou le Bal masqué, opéra historique en cinq actes, théâtre de l’Opéra, 27 février 1833
- Le Cheval de bronze, opéra-féérie en trois actes, théâtre de l’Opéra-Comique (salle de la Bourse), 23 mars 1835, puis opéra-ballet en trois actes, théâtre de l’Opéra, 21 septembre 1857
- Le Lac des fées, opéra en cinq actes, théâtre de l’Opéra, 1er avril 1839
- L'Enfant prodigue, opéra en cinq actes, théâtre de l’Opéra, 6 décembre 1850

### Opéras-comiques

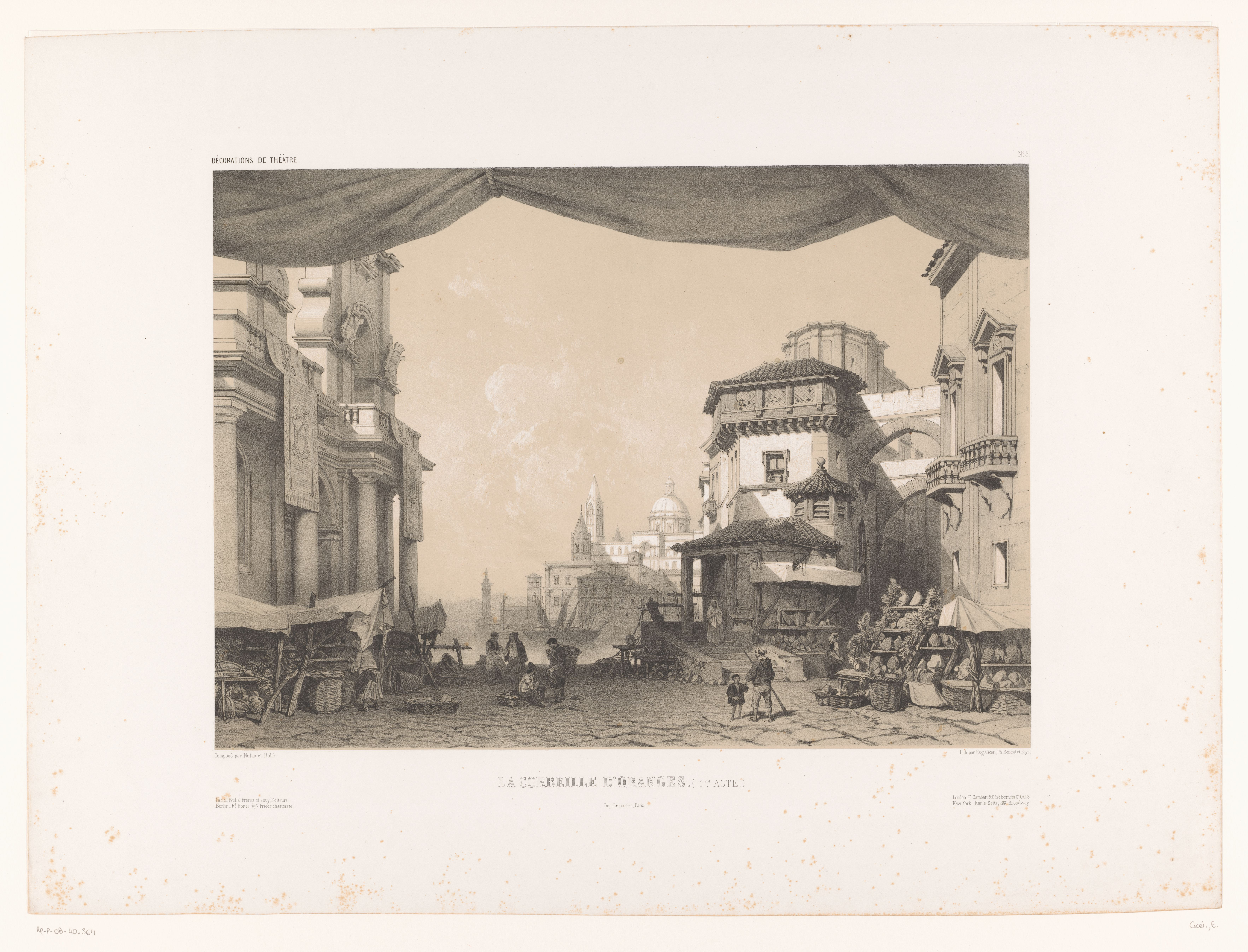
Décor pour Zerline ou la Corbeille d’oranges, Rijksmuseum

- L’Erreur d’un moment, comédie mêlée en un acte de chant, salle Doyen, Paris, 1805
- Jean de Couvin ou le Château de Chimay, opéra-comique en trois actes, château de Chimay (Belgique), septembre 1812,
- Le Séjour militaire, opéra-comique en un acte, Opéra-Comique (salle Feydeau), 27 février 1813
- Le Testament et les Billets doux, comédie mêlée en un acte de chant, Opéra-Comique, 18 septembre 1819
- Le Bergère châtelaine, opéra-comique en trois actes, Opéra-Comique, 27 janvier 1820
- Emma ou la Promesse imprudente, opéra-comique en trois actes, Opéra-Comique, 7 juillet 1821
- Leicester ou le Château de Kenilworth, opéra-comique en trois actes, Opéra-Comique, 25 janvier 1823
- La Neige ou le Nouvel Éginhard, opéra-comique en quatre actes, Opéra-Comique, 8 octobre 1823
- Vendôme en Espagne, drame lyrique en un acte, Académie royale de musique (Opéra Le Peletier), 5 décembre 1823
- Les Trois Genres, prologue en un acte, en collaboration avec Boieldieu, théâtre de l'Odéon, 27 avril 1824
- Le Concert à la cour ou la Débutante, opéra-comique en un acte, Opéra-Comique, 3 juin 1824, paroles de Scribe et Mélesville, musique d'Auber. Joseph Meissonnier fit des arrangements pour guitare de "morceaux détachés" (1825).
- Le Maçon[14], opéra-comique en trois actes, Opéra-Comique, 3 mai 1825
- Le Timide ou le Nouveau Séducteur, opéra-comique en trois actes, Opéra-Comique, 30 mai 1826
- Fiorella, opéra-comique en trois actes, Opéra-Comique, 28 novembre 1826
- La Fiancée, opéra-comique en trois actes, Opéra-Comique, 10 janvier 1829
- Fra Diavolo ou l’Hôtellerie de Terracine , opéra-comique en trois actes, Opéra-Comique (salle Ventadour), 28 janvier 1830
- Lestocq, ou l’Intrigue et l’Amour, opéra-comique en quatre actes, Opéra-Comique (salle de la Bourse), 24 mai 1834
- Actéon, opéra-comique en un acte, Opéra-Comique, 23 janvier 1836
- Les Chaperons blancs, opéra-comique en trois actes, Opéra-Comique, 9 avril 1836[13]
- L’Ambassadrice[15], opéra-comique en trois actes, Opéra-Comique, 21 décembre 1836
- Le Domino noir, opéra-comique en trois actes, Opéra-Comique, 2 décembre 1837
- Zanetta ou Jouer avec le feu, opéra-comique en trois actes, Opéra-Comique (salle Favart), 18 mai 1840
- Les Diamants de la couronne[16], opéra-comique en trois actes, Opéra-Comique, 6 mars 1841
- Le Duc d’Olonne, opéra-comique en trois actes, Opéra-Comique, 4 février 1842
- La Part du diable[17], opéra-comique en trois actes, Opéra-Comique, 16 janvier 1843
- La Sirène, opéra-comique en trois actes, Opéra-Comique, 26 mars 1844
- La Barcarolle, ou l’Amour et la Musique, opéra-comique en trois actes, Opéra-Comique, 22 avril 1845
- Les Premiers Pas, opéra-comique en un acte, en collaboration avec Adam, Halévy et Carafa, Opéra national, 15 novembre 1847
- Haydée ou le Secret[18], opéra-comique en trois actes, Opéra-Comique, 28 décembre 1847
- Zerline ou la Corbeille d’oranges[19], opéra-comique en trois actes, théâtre de l’Opéra, 16 mai 1851
- Marco Spada[20], opéra-comique en trois actes, Opéra-Comique, 21 décembre 1852
- Jenny Bell, opéra-comique en trois actes, Opéra-Comique, 2 juin 1855
- Manon Lescaut[21], opéra-comique en trois actes, Opéra-Comique, 23 février 1856
- La Circassienne, opéra-comique en trois actes, Opéra-Comique, 2 février 1861
- La Fiancée du roi de Garbe, opéra-comique en trois actes, Opéra-Comique, 11 janvier 1864
- Le Premier Jour de bonheur, opéra-comique en trois actes, Opéra-Comique, 15 février 1868
- Rêve d’amour, opéra-comique en trois actes, Opéra-Comique, 20 décembre 1869

### Autres
- La Fête de Versailles, intermède, château de Versailles, 10 juin 1837
- Marco Spada ou la Fille du bandit, ballet, théâtre de l’Opéra, 1er avril 1857

## Témoignages
- Jean-Nicolas Bouilly :

« Auber est devenu celui de nos compositeurs français qui enrichit le plus aujourd’hui notre scène lyrique : ses nombreuses partitions forment une collection riche, variée, digne de prendre place à côté de celles de nos plus grands maîtres. Il a su, tout en se livrant à la richesse de l’harmonie dont les écoles étrangères nous offrent de si admirables modèles, il a su, dis-je, conserver dans ses chants cette vérité, cette grâce naturelle qui ont immortalisé Grétry. »
- Stendhal disait de lui « qu'il était un homme à envier. »
- Hector Berlioz :

« Oui, on reconnaît le faire de M. Auber, mais c’est précisément là celui qui convient le mieux à l’opéra-comique ; oui son style n’a subi dans l’ouvrage aucune transformation ; mais ce style est léger, brillant, gai, souvent de saillies piquantes et de coquettes intentions. »
- Honoré de Balzac lui rend hommage dans La Comédie humaine. Il n'y a pas moins de dix occurrences qui se rapportent à lui dont la partition du Chant d'une jeune fille, romance qu'il composa et que Balzac insère dans Modeste Mignon[24].
- Théophile Gautier :

« M. Auber a un style à lui, ce qui est à notre avis la première qualité de tout artiste. Ce style, il est vrai, n’a pas toute la sévérité désirable mais il est de caractère bien tranché et se fait aisément reconnaître. Une phrase de M. Auber n’est pas la phrase d’un autre et personne ne s’y trompe. Il a une abondance de motifs et de chants bien rare en ce temps de contre-musique où chacun s’ingénie à étonner l’oreille au lieu de la charmer. »
- Adolphe Adam :

« Les qualités d’Auber : la finesse, l’esprit, la couleur locale et la richesse d’instrumentation, la recherche et la coquetterie de l’harmonie. ». :« Auber est un homme que je regarde comme le premier musicien du siècle après Rossini. »

« Auber est si supérieur à nous tous, sans exception, que pour le juger il faut le comparer à lui-même. »

- Richard Wagner :

« Sa musique, tout à la fois élégante et populaire, facile et précise, gracieuse et hardie, se laissant aller d'une merveilleuse façon à son caprice, avait toutes les qualités nécessaires pour s’emparer du goût du public et le dominer. Il s’empara de la chanson avec une vivacité spirituelle, en multiplia les rythmes à l’infini, et sut donner aux morceaux d’ensemble un entrain, une fraîcheur caractéristiques à peu près inconnus avant lui. »
- Ernest Reyer :

« Quel que soit le jugement de la postérité sur son œuvre, quel que soit le rang qu’elle assigne à ce musicien si universellement fêté de son vivant, M. Auber restera comme la plus brillante personnification du génie musical français, nul n’ayant possédé à un plus haut degré l’esprit et la grâce, ces deux qualités éminemment françaises. »
- Henry Blaze de Bury :

« La musique de M. Auber veut être entendue comme veulent être vues les femmes de trente ans, le soir, à la clarté des lustres et des bougies. Je ne sais trop ce qu’en déshabillé du matin une semblable partition peut valoir ; mais après dîner, quand l’actrice est jolie et la pièce amusante, on aurait mauvaise grâce à faire le difficile. »

## Distinctions
- Grand officier de la Légion d'honneur
- Pour le Mérite

## Hommages
- Une rue lui est dédiée dans le IXe arrondissement de Paris, juste derrière l'Opéra Garnier, ainsi que la gare RER la desservant.
- Les communes suivantes possèdent également une rue à son nom : Caen (sa ville de naissance), Chamalières, Lille, Montrouge, Narbonne, Nice (où une école porte aussi son nom), Tourcoing, Tremblay-en-France et Vitry-sur-Seine.